# Julio Castellanos
Julio Castellanos (* 3. Oktober 1905 in Mexiko-Stadt; † 16. Juli 1947 ebenda) war ein mexikanischer Maler und Grafiker.

## Leben
Castellanos besuchte ab 1918 in Mexiko-Stadt die Escuela Nacional de Bellas Artes. Seine Lehrer dort waren Saturnino Herrán und Leandro Izaguirre, zu seinen Mitschülern zählten Agustín Lazo, Rufino Tamayo und Leopoldo Méndez. Danach ging er für kurze Zeit in die Vereinigten Staaten um die Grafikkunst zu erlernen und traf dort auf Manuel Rodríguez Lozano, der ihn in seinem Schaffen stark beeinflusste. Zurück in Mexiko beteiligte er sich an den dortigen Escuelas de Pintura al Aire Libre (Freiluftmalschule) und erlernte bei Adolfo Best Maugard dessen Zeichentechniken. 1925 gab er in Buenos Aires seine erste Einzelausstellung und ging 1925 nach Paris, um sich mit der europäischen Kunst auseinanderzusetzen. Zurück in Mexiko schloss er sich einer Gruppe von Poeten und Dramaturgen am Teatro Ulises an, das von Antonieta Rivas Mercado gegründet wurde, und stellte bei einer Ausstellung der Los Contemporáneos sechs seiner Bilder aus, die sich grundlegend von seinen frühen Bildern unterschieden. An der von Juan O’Gorman errichteten Escuela Melchor Ocampo in Coyoacán entstanden 1933 seine beiden ersten und gleichzeitig die einzig vollendeten Murales. Ein Jahr später wurde er mit einem Wandbild an einer Schule in der Colonia Peralvillo beauftragt, das den Namen El ojo enfermo(Das verletzte Auge) trug. 1946 wurde er zusammen mit Frida Kahlo vom Secretaría de Educación Pública ausgezeichnet. Im gleichen Jahr gebar seine Frau Zita Basich Leija seinen Sohn Antonio, der heute ein bekannter Bildhauer ist.
Neben den Einzelausstellungen in Buenos Aires, Paris und New York City, nahm Castellanos an mehreren Gruppenausstellungen in Mexiko und den Vereinigten Staaten teil. Er verstarb 1947, in dem Jahr, als er den Dienstposten als Leiter des Departments für Bildende und Schöne Künste erhielt.

## Werke (Auswahl)
- La cirugía casera (1934)
- El baño de san Juan (1939)
- Selbstportrait (1947)
- El día de San Juan
- El Bohío Maya